# Ángel de la guarda, mi dulce compañía
 (срп. Анђео чувар, моје слатко друштво) колумбијско-америчка је теленовела, продукцијске куће Телемундо, снимана 2003.

## Синопсис
Мигел Анхел је био анђео чувар Густава Алмансе, све до дана када је Густаво изгубио живот у тренутку непажње. Нису помогле молбе Савету анђела, нити било каква преклињања, одлучено је - Мигел Анхел мора да постане човек и да на две године оде на земљу, како би завршио све оно што Густаво није стигао да уради.
Сада се анђео налази на земљи и нема појма како да започне задатак који му је дат, а још мање како да га заврши. Уместо да помогне људима којима је помоћ потребна, не знајући како да се понаша, само компликује ствари, због чега му се у неким тренуцима извршење задатака чини немогућим.
Да ствар буде још гора, схвата да је заљубљен у Каролину, Густавову вереницу. Кривица и очај га изједају, али љубав је јача од свега тога. Након што прихвати чињеницу да више није анђео, већ човек, Мигел Анхел одлучује да пружи шансу љубави, иако му је то најстроже забрањено од стране надређених.
Али нико није рачунао на противљење Фернанда, који са Каролином има фабрику играчака, коју жели само за себе. Анхел ће морати да му се супротстави и спречи га да науди жени коју воли.
Одмах по свом доласку на земљу, Анхел упознаје Биниња, таксисту који од првог тренутка, на само себи својствен начин, схвата да је Мигел Анхел заправо анђео. Ту су и Џон Хаиро, саучесник у Фернандовим сплеткама, Каролинин отац Антонио који је безнадежно заљубљен у Нору, радницу у фабрици играчака, затим Дијана, Каролинина пријатељица и бивша Џонова девојка, коју је напустио како би био са Каролинином сестром Луисом.
Сви ови ликови учиниће причу о анђелу чувару занимљивијом а заплете непредвидивијим и напетијим.

## Улоге
| Глумац:             | Улога:           |
| ------------------- | ---------------- |
| Мануела Гонзалез    | Каролина Фаља    |
| Дијего Рамос        | Мигел Анхел Круз |
| Карлос Понсе        | Густаво          |
| Орландо Мигел       | Фернандо         |
| Марсела Ангарита    | Алехандра        |
| Хуан Карлос Вагас   | Џон Хајро        |
| Росмери Бохоркез    | Нора „Норита“    |
| Енрике Карјазо      | Бенигно          |
| Наташа Дијаз        | Јоланда          |
| Марио Дуарте        | Рафаел           |
| Уго Гомез           | Антонио Фаља     |
| Себастијан Мартинез | Кени             |
| Ана Болена Меса     | Маријела         |
| Хорхе Артуро Перез  | Бросели          |
| Сандра Перез        | Луиса Фаља       |
| Себастијан Петерсон | Артуро           |
| Елијана Пињерос     | Мануела          |
| Ана Марија Трухиљо  | Дијана           |